# 22. Königlich Bayerische Infanterie-Brigade

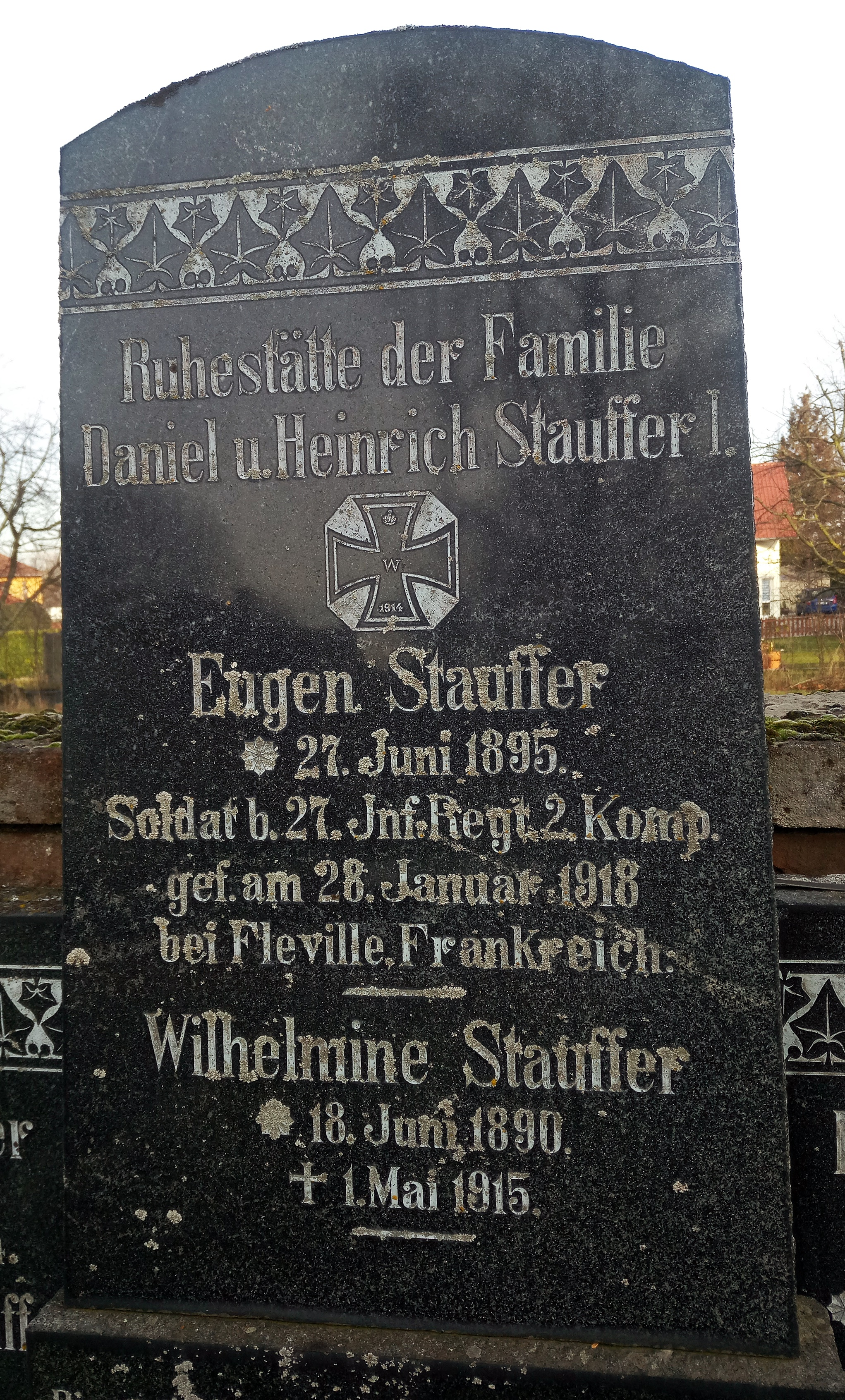
Friedhof Obersülzen; Grabstein eines Soldaten des 27. Bay. Inf. Rgt.

Die 22. Königlich Bayerische Infanterie-Brigade war ein Großverband der Bayerischen Armee.
Die Brigade wurde am 25. Juli 1916 als Kriegsformation aufgestellt. Sie war der 12. Königlich Bayerischen Division unterstellt, deren Aufstellung am 30. Juli 1916 abgeschlossen wurde.
Der Brigade unterstanden folgende Verbände:
- 26. Königlich Bayerisches Infanterieregiment
- 27. Königlich Bayerisches Infanterie-Regiment
- 28. Königlich Bayerisches Infanterie-Regiment

## Kommandeure
| Dienstgrad Vorname, Name                                                             | Kommandeur von bis                 |
| ------------------------------------------------------------------------------------ | ---------------------------------- |
| Generalmajor z. D. Maximilian Pecht (* 20. November 1858; † 6. November 1916 (gef.)) | 25. Juli 1916 bis 6. November 1916 |
| Generalmajor Friedrich von Kunzmann (* 13. Januar 1863; † 6. November 1919)          | 17. November 1916 bis 1. Juli 1918 |
| Oberst Anton von Langlois                                                            | 1. Juli 1918 bis Kriegsende        |